# Niedrożnorurkowe
Niedrożnorurkowe, inna nazwa: zatyczkowce (Obturata) – wydzielana do niedawna gromada w obrębie nieuznawanego już typu rurkoczułkowców. Obejmowała gatunki, które zasiedlają obrzeża ujść podmorskich źródeł wydzielających wody gorące bogate w siarkę. Charakteryzują się domkami zamkniętymi po stronie dolnej. Ich ciało – z licznymi, krótszymi niż u drożnorurkowych, czułkami zaopatrzonymi w obturakulum i westimentum – osiąga długość do 3 m. Do niedrożnorurkowych zaliczano tylko jeden rząd:
- Vestimentifera

Przykładowym przedstawicielem jest Riftia pachyptila osiągający do 3 m długości, przy średnicy 3 cm.